# Пилсудская, Ядвига
Ядвига Пилсудская-Ярачевская (пол. Jadwiga Piłsudska-Jaraczewska; 28 февраля 1920, Варшава — 16 ноября 2014, Варшава) — польский военный и общественный деятель, лётчик времён Второй мировой войны.

## Биография

### Молодые годы

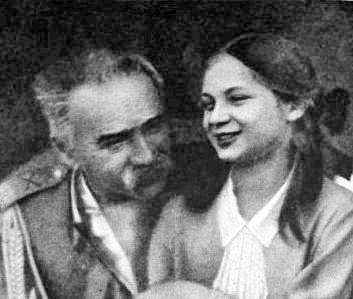
Ядвига Пилсудская с отцом, 1935 год

Ядвига Пилсудская родилась 28 февраля 1920 года в Варшаве в семье маршала Польши Юзефа Пилсудского и его будущей второй жены Александры, урождённой Щербинской. В то время Юзеф был не в состоянии взять в жены Александру, потому что его первая жена Мария отказалась развестись, и они поженились только после её смерти в 1921 году. Крестным отцом Ядвиги стал будущий премьер-министр Валерий Славек. У Ядвиги была старшая сестра Ванда.
Детские годы провела в основном в Варшаве, где c 1921 по 1922 год жила в Бельведерском дворце, а с 1923 по 1926 год на вилле в Сулеювеке. После майского переворота 1926 года Пилсудские снова переехали в Бельведер и жили там до смерти Юзефа в 1935 году, после чего Ядвига вместе с сестрой и матерью участвовала в церемонии похорон сердца отца на кладбище Росса в Вильно
Училась в школе, организованной в Бельведере для детей-солдат, а затем вместе с сестрой — в Школе имени Ванды Поссельт, где в 1939 году получила степень диплом об окончании среднего образования.

### Карьера пилота и образование

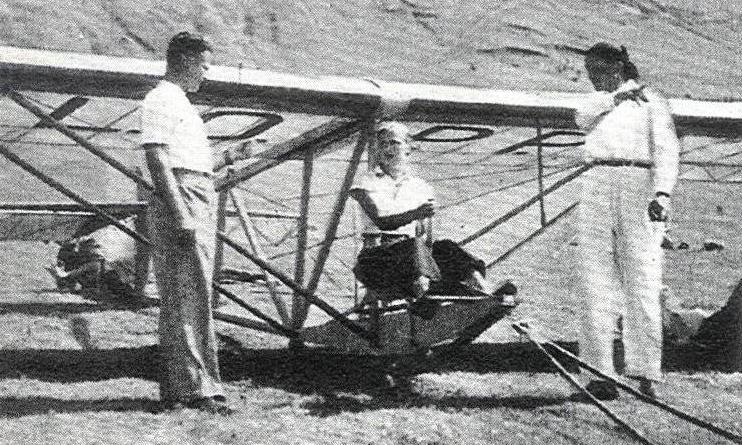
Ядвига Пилсудская за штурвалом планера, 1937 год.

Интерес к авиации проявила в возрасте 12 лет, когда начала строить модели самолётов, а в 17 лет окончила школу планеристов. В 1937 году Ядвига начала летать на планерах и получила лицензию пилота всех категорий от «A» до «D», налетав более 100 часов на планерах. После этого она намеревалась начать изучение авиастроения на факультете инженерной механики в Варшавском политехническом институте. После начала Второй мировой войны в результате вторжения в Польшу немецких и советских войск, в сентябре 1939 года Ядвига вместе с матерью и старшей сестрой принимала участие в работе Красного креста, после чего уехала в Вильно, а затем семья была эвакуирована специальным самолетом из Латвии через Швецию в Великобританию, где их принял посол Эдвард Рачинский.
В 1940 году возобновила образование, поступив в Ньюнэм-колледже Кембриджского университета. Параллельно, Ядвига предприняла несколько попыток поступить в военно-воздушные силы, и через некоторое время получила лицензию пилота самолёта, а в июле 1942 года присоединилась к Вспомогательным лётным частям в составе Королевских ВВС Великобритании. Прослужив там два года, Ядвига получила звание поручика, став одной из нескольких польских женщин, участвовавших в качестве лётчиков во Второй мировой войне. В ноябре 1943 года командование оценило Ядвигу Пилсудскую как очень перспективного пилота с лётными навыками выше среднего уровня. Отлетав в общей сложности 312 часов и 35 минут на 230 самолетах 21 различного типа, за свою службу Ядвига была награждена Бронзовым Крестом Заслуги с мечами.

### Последующая жизнь
В 1944 году Ядвига добровольно уволилась с военной службы для продолжения учёбы, поступив в архитектурную школу Ливерпульского университета, которую окончила в 1946 году со степенью степени магистра в области архитектуры. Помимо этого она училась в архитектурной школе Польского университета в изгнании, а также изучала городское планирование и психологию. После прихода коммунистов к власти в Польше, Ядвига осталась в Великобритании в качестве политического эмигранта, но не приняла британского подданства, пользуясь паспортом Нансена, действительным для всех стран мира, за исключением Польши. Живя в Лондоне, Ядвига спроектировала свой собственный дом, а затем поступила на работу в Отдел городского планирования Совета Лондонского графства. Позже, вместе с мужем открыла небольшую компанию по производству ламп, бра и мебели собственного дизайна, ставшую источником семейного дохода. Помимо этого, семья организовывала помощь для профсоюза «Солидарность», прилагая усилия для освобождения политических заключенных и поддерживая демократическую оппозицию в Польше.

### Общественная деятельность в Польше
После смены власти в Польше, осенью 1990 года Ядвига вместе с семьёй и сестрой решила вернуться на родину и поселилась в Варшаве. Она принимала активное участие в работе Фонда семьи Пилсудских и Институте Юзефа Пилсудского, восстановлении усадьбы Пилсудского в Сулеювеке и создании там музея, параллельно принимая участие в собраниях пенсионеров авиации и авиасалонах. Её сестра Ванда скончалась в 2001 году.
28 февраля 2008 года президент Польши Лех Качиньский удостоил Ядвигу степени Командора Ордена Возрождения Польши за «героизм и отвагу в годы Второй мировой войны, за выдающийся вклад в популяризацию истории и традиций польского народа и сохранение памяти о достижениях маршала Юзефа Пилсудского».
В 2012 году Ядвига вместе с президентом Польши Брониславом Коморовским приняла участие в открытии музея-кабинета Юзефа Пилсудского в Бельведерском дворце.

### Смерть и похороны
Ядвига Пилсудская скончалась 16 ноября 2014 года в Варшаве в возрасте 94 лет в окружении родных и близких.
Похороны состоялись 21 ноября в церкви святого Карло Борромео на кладбище «Старые Повонзки» в Варшаве в присутствии президента Бронислава Коморовского, родственников, друзей и сотен поляков.

## Личная жизнь
В 1944 году вышла замуж за офицера ВМФ Польши Анджея Ярачевского. В браке родились двое детей: Кшиштоф Юзеф и Йоанна Мария (в замужестве Онышкевич, муж — Януш Онышкевич).